# Primal (serie de televisión)
Primal (publicada como "Genndy Tartakovsky's Primal") es una serie animada de televisión para adultos franco-estadounidense creada y dirigida por Genndy Tartakovsky que se estrenó el 7 de octubre de 2019 en Adult Swim.
Primal sigue a un hombre de las cavernas llamado Spear, un cazador formidable en los albores de la evolución, y una tiranosaurio llamada Fang al borde de la extinción, reunidos por la tragedia en una asociación poco probable mientras luchan por sobrevivir a las criaturas violentas que también viven en el mundo prehistórico.
La primera temporada, dividida en dos partes de cinco episodios cada una, fue estrenada entre 2019 y 2020. La segunda temporada, también de diez episodios, se estrenó en 2022. En junio de 2023 la serie fue renovada para una tercera temporada.
Primal ha sido bien recibido por la crítica y el público, quienes elogiaron mucho el arte y la animación, el uso de la narración de historias sin diálogo y el equilibrio de la interpretación del espectáculo de la violencia y la belleza. Es considerada por muchos como una de las mejores obras de Tartakovsky. La serie ha ganado tres Premios Emmy en las categorías de Artista de guion gráfico (Genndy Tartakovsky), Director de arte (Scott Wills) y Diseñador de personajes (Stephen DeStefano).

## Argumento
Ambientado en un mundo prehistórico y fantástico, narra las vivencias de un hombre de las cavernas y una tiranosaurio, llamados "Lanza" y "Colmillo" según créditos, que tras la muerte de sus respectivas familias a manos del mismo depredador comienzan a viajar juntos luchando por sobrevivir mientras se encuentran con una diversa fauna y personas que viven en su mundo.

## Desarrollo
Según el creador del programa, Genndy Tartakovsky, Primal fue uno de los primeros trabajos que desechó porque no reparó en él ese momento. Sin embargo, a medida que aprendía más y más sobre lo que atraía a la gente a sus espectáculos, quería experimentar con esos rasgos artísticos, particularmente el uso de animaciones sin diálogos y con momentos lentos.
También dijo que la manera en que se acercó a los espectáculos animados y las películas comenzó a disminuir en sus propias ganas después de El laboratorio de Dexter. Sin embargo, cuando comenzó a trabajar en la quinta temporada de Samurai Jack, había cerrado el círculo. 
Según Tartakovsky, sintió que la gente no tomaría la serie en serio porque estaban "rompiendo las reglas" al tener "un hombre y una dinosaurio juntos", por lo que enfatizó que es un experimento de personajes, un viaje de "amigos" sobre dos personajes que son muy diferentes pero se encuentran unidos por la tragedia.
Oficialmente Tartakovsky ha declarado que la serie tendrá un total de diez episodios, de los cuales han sido estrenados un total de seis. Los cinco primeros pertenecen a la primera temporada pero el sexto pertenece aparentemente a la segunda temporada, tratándose de un episodio adelantado, ya que se mostró durante la carrera del Día de los Inocentes 2020 de Adult Swim. El número u orden de este "sexto episodio" no esta del todo claro, ya que muchos lo han considerado como el episodio seis por el simple orden en que fue publicado. Pero numerosos usuarios argumentan que dicho episodio no puede tratarse justamente del sexto o el primero de la segunda temporada ya que el episodio muestra incoherencias narrativas con el quinto episodio. De igual modo, una vez se estrenen los episodios restantes de forma oficial en la web de Adult Swim todo será aclarado. Adult Swim anunció en su Twitter que la segunda temporada al completo llegará en algún momento del otoño de 2020.

## Personajes
A diferencia de otros programas del director, Primal presenta solo dos personajes protagonistas. Tartakovsky mencionó que su trabajo artístico es basado en animales prehistóricos, bestias mitológicas, así como creaciones propias de los artistas involucrados en el proyecto.

### Principales
- Spear (con la voz de Aaron LaPlante): un hombre de las cavernas cuya tragedia comienza con la muerte de su esposa y sus dos hijos. Este evento violento es la fuente de su continua lucha interna para encontrar la paz, y aunque supera su depresión suicida inicial, Spear todavía está aprendiendo a sobrellevar la pérdida. Debido a este trauma, Spear encuentra una perfecta compañera en Fang, pero a diferencia de ella, él desea que sea un binomio, que ella es reacia a serlo al principio. Finalmente, Spear desarrolla un vínculo profundo con la tiranosaurio y está dispuesto a hacer cualquier sacrificio personal para protegerla.

- Fang: un tiranosaurio hembra cuya tragedia comienza con la muerte de sus hijos por una pequeña manada de enormes terópodos con un cuerno en la nariz. A diferencia de Spear, que todavía está traumatizado y lidia con el dolor por la ausencia de sus seres queridos, Fang puede hacer frente a la pérdida de sus hijos más rápido. Al ser una tiranosaurio, primero es impulsada por el instinto, lo que puede causar mucha tensión entre ella y Spear, pero generalmente se resuelve con poca consecuencia. Sin embargo, esta tendencia natural llega a un punto crítico cuando ella instintivamente intenta afirmar su dominio sobre Spear, pero finalmente se da cuenta de que es mucho más saludable trabajar como equipo que con una mentalidad de manada. Sin embargo, a medida que pasa el tiempo, su vínculo con Spear crece hasta el punto en que hará cualquier cosa para garantizar su supervivencia.

### Recurrentes
- Familia de Spear: Su pareja, hijo e hija. Se los comieron en el primer episodio, pero reaparecen a través de visiones y flashbacks a lo largo de la serie.
- 'Hijos de Fang: Sus dos crías. Al igual que la familia de Spear, fueron comidos en el primer episodio, pero reaparecen a través de visiones y flashbacks a lo largo de la serie.
- Mira (voz de Laëtitia Eïdo): Una humana virtuosa y calva que es un personaje secundario en la temporada 1 y la tritagonista de la temporada 2. Fue esclavizada por un clan vikingo, pero escapa y se encuentra con Spear y Fang, quienes se convierten en sus nuevos amigos y compañeros.  Demuestra ser muy hábil con el tiro con arco, lanzas, hachas, carpintería, timonel y cocina.
- El Jefe Vikingo (con la voz de Fred Tatasciore): El jefe de la tribu vikinga responsable de secuestrar a la gente de Mira.  Pronto busca vengarse de Spear y Fang por diezmar a su tribu.  Tras la muerte de Eldar, el Jefe es transformado en un ser monstruoso y ardiente por un demonio para matar a Spear y Fang a cambio del alma de Eldar.
- Eldar (con la voz de Fred Tatasciore): El hijo mayor del cacique.  Se une a su padre en su búsqueda de venganza contra Spear y Fang por la destrucción de su tribu, pero como resultado muere.
- Entidad demoníaca: Un demonio gigante con cuernos misterioso que hace un trato con el jefe para que mate a Spear y Fang y le traiga sus almas a cambio del alma de Eldar.
- Reina Ima (con la voz de Amina Koroma): Una reina egipcia tiránica y despiadada que reside en una gran ciudad-barco llamada Colossaeus llena de sus guerreros y esclavos que usa para asaltar y saquear otros reinos.  Finalmente, Kamau la mata cuando él y su tribu se rebelan y se amotinan contra ella.
- Kamau (con la voz de Imari Williams): Un gigante africano pacífico e inmensamente fuerte de 3 metros de altura esclavizado junto con su tribu por la reina Ima.  Posee una durabilidad mejorada y una fuerza sobrehumana (en parte debido a su gran tamaño) lo suficiente como para derribar a cualquier oponente, someter a los elefantes de guerra e incluso luchar contra Fang hasta detenerlo.  La reina Ima mantuvo a su hija como rehén para asegurarla con el fin de hacer que Kamau la obedeciera, hasta que se sintió motivado para ayudar a Spear, Fang y Mira a escapar y llevar a su tribu a rebelarse y diezmar a Ima y sus fuerzas.
- Amal (con la voz de Hillary Hawkins): la hija de Kamau.
- Segunda descendencia de Fang: Fang pone tres huevos después de aparearse con Red, pero pierde uno de ellos cuando lucha contra guerreros egipcios, mientras que los otros dos finalmente eclosionan.

## Episodios

### Resumen de la serie
| Temporada | Temporada | Episodios | Episodios            | Emisión original       | Emisión original         |
| Temporada | Temporada | Episodios | Episodios            | Primera emisión        | Última emisión           |
| --------- | --------- | --------- | -------------------- | ---------------------- | ------------------------ |
|           | 1         | 10        | 5                    | 8 de octubre de 2019   | 12 de octubre de 2019    |
| 5         | 1         | 10        | 4 de octubre de 2020 | 1 de noviembre de 2020 |                          |
|           | 2         | 10        | 10                   | 22 de julio de 2022    | 16 de septiembre de 2022 |

### Temporada 1 (2019–20)
| Parte 1 |    |                                                               |                                    |                                                             |                        |       |
| 1 | 1  | «Spear and Fang» «Spear y Fang»                               | Genndy Tartakovsky                 | Tartakovsky                                                 | 8 de octubre de 2019   | 0.538 |
| Un cavernícola, Spear, presencia como su familia es masacrada por una camada de dinosaurios. Resuelto a acabar con su vida poco después, termina uniendo lazos con Fang, una madre dinosaurio cuyas crías le fueron arrebatas en las mismas circunstancias. |    |                                                               |                                    |                                                             |                        |       |
| 2 | 2  | «River of Snakes» «Río de Serpientes»                         | Genndy Tartakovsky                 | Darrick Bachman & Genndy Tartakovsky                        | 9 de octubre de 2019   | 0.661 |
| La incapacidad de Spear y Fang por actuar como equipo los termina enfrentando durante un diluvio que atrae a mortíferos reptiles a través de las aguas turbulentas.                                                                                         |    |                                                               |                                    |                                                             |                        |       |
| 3 | 3  | «A Cold Death» «Una Muerte Fría»                              | David Krentz                       | Bryan Andrews, Darrick Bachman, Krentz & Genndy Tartakovsky | 10 de octubre de 2019  | 0.573 |
| Durante el invierno, Spear y Fang aniquilan a un mamut anciano para recolectar alimento y prenda, sin embargo, se verán forzados a rendir cuentas con el resto de la manada.                                                                                |    |                                                               |                                    |                                                             |                        |       |
| 4 | 4  | «Terror Under the Blood Moon» «Terror bajo la Luna de Sangre» | Don Shank & Genndy Tartakovsky     | Bryan Andrews, Darrick Bachman & Tartakovsky                | 11 de octubre de 2019  | 0.557 |
| Un raro fenómeno astronómico termina despertando grotescas creaturas sedientas de sangre, de las cuales Spear y Fang tendrán de escapar. |    |                                                               |                                    |                                                             |                        |       |
| 5 | 5  | «Furia de los Hombres Simio»                                  | Bryan Andrews & Genndy Tartakovsky | Andrews, Darrick Bachman & Tartakovsky                      | 12 de octubre de 2019  | 0.654 |
| Habiendo llegado a un oasis, Spear y Fang son emboscados por una despiadada tribu de hombres simios, quienes los exponen a un violento ritual de celebración.                                                                                               |    |                                                               |                                    |                                                             |                        |       |
| Parte 2 |    |                                                               |                                    |                                                             |                        |       |
| 6 | 6  | «Rastro de Presa»                                             | Bryan Andrews                      | Andrews, Darrick Bachman & Tartakovsky                      | 4 de octubre de 2020   | 0.442 |
| Con Fang herida tras la masacre de los hombres simios, Spear se ve forzado a cuidar de ambos de los diferentes depredadores que acechan en las sombras. |    |                                                               |                                    |                                                             |                        |       |
| 7 | 7  | «Plaga de la Locura»                                          | David Krentz                       | Bryan Andrews, Darrick Bachman, Krentz & Genndy Tartakovsky | 11 de octubre de 2020  | 0.404 |
| Un Parasaurolophus infectado con una plaga desconocida contagia a un saurópodo gigante, convirtiéndolo en un zombi que ataca todo lo que se mueve. |    |                                                               |                                    |                                                             |                        |       |
| 8 | 8  | «Aquelarre de los Malditos»                                   | Nagisa Koyama & Genndy Tartakovsky | Bryan Andrews, Darrick Bachman & Tartakovsky                | 18 de octubre de 2020  | 0.464 |
| El dúo se ve obligado a enfrentar un aquelarre de brujas cuyos poderes superan a los protagonistas al punto de dejarlos casi que indefensos. |    |                                                               |                                    |                                                             |                        |       |
| 9 | 9  | «El Devorador Nocturno»                                       | Genndy Tartakovsky                 | Darrick Bachman & Tartakovsky                               | 25 de octubre de 2020  | 0.355 |
| Spear y Fang llegan a un bosque, sin darse cuenta de que al caer la noche sale un terrible y poderoso monstruo sediento de sangre, el cual mata todo lo que tenga en su camino.                                                                             |    |                                                               |                                    |                                                             |                        |       |
| 10 | 10 | «Esclavo del Escorpión»                                       | David Krentz                       | Bryan Andrews, Darrick Bachman, Krentz & Genndy Tartakovsky | 1 de noviembre de 2020 | 0.348 |
| Spear y Fang se encuentran con una humana llamada Mira, la cual al parecer era una esclava fugitiva de un ser al cual se refiere como El Escorpión. |    |                                                               |                                    |                                                             |                        |       |

### Temporada 2 (2022)
| N.º en serie | N.º en temp. | Título                    | Escrito y con guion gráfico por   | Historia por                  | Fecha de emisión original | Audiencia (millones) |
| --- | ------------ | ------------------------- | --------------------------------- | ----------------------------- | ------------------------- | -------------------- |
| 11 | 1            | «Mar de la Desesperación» | Genndy Tartakovsky                | Darrick Bachman & Tartakovsky | 21 de julio de 2022       | 0.180                |
| Spear y Fang ven como se va el barco que lleva a Mira, así que deciden hacer una balsa y seguirla, enfrentando toda clase de peligros.                             |              |                           |                                   |                               |                           |                      |
| 12 | 2            | «Sombra del Destino»      | David Krentz & Genndy Tartakovsky | Bachman & Tartakovsky         | 21 de julio de 2022       | 0.167                |
| Luego que una tormenta los separó, Spear llega donde una tribu de humanos que lo cura, mientras por otro lado Fang encuentra lo que parece ser otro Tyrannosaurus. |              |                           |                                   |                               |                           |                      |
| 13 | 3            | «Amanecer del Hombre»     | Genndy Tartakovsky                | Tartakovsky                   | 28 de julio de 2022       | 0.205                |
| En su búsqueda de Mira, Spear y Fang llegan a una cueva con arte rupestre, mientras tanto son interceptados por unos hombres misteriosos.                          |              |                           |                                   |                               |                           |                      |
| 14 | 4            | «La niebla roja»          | Mark Andrews                      | Bachman & Tartakovsky         | 04 de agosto de 2022      | 0.231                |
| Al ser descubiertos en el campamento, la batalla es inminente y brutal, aparece un nuevo enemigo.                                                                  |              |                           |                                   |                               |                           |                      |
| 15 | 5            | «La Teoría Primal»        | Genndy Tartakovsky                | Bachman & Tartakovsky         | 12 de agosto de 2022      | 0.310                |
| Una noche de horrores revela la verdadera naturaleza del origen del hombre.                                                                                        |              |                           |                                   |                               |                           |                      |
| 16 | 6            | «Vidarr»                  | Genndy Tartakovsky                | Bachman & Tartakovsky         | 19 de agosto de 2022      | 0.271                |
| Spear, Fang y Mira son perseguidos por los últimos sobrevivientes del pueblo diezmado por su carnicería.                                                           |              |                           |                                   |                               |                           |                      |
| 17 | 7            | «El Coloso, Parte I»      | David Krentz & Tartakovsky        | Bachman & Tartakovsky         | 26 de agosto de 2022      | 0.216                |
| El viaje a casa de Spear, Fang y Mira se ve amenazado después de encontrarse con una misteriosa amenaza en el mar.                                                 |              |                           |                                   |                               |                           |                      |
| 18 | 8            | «El Coloso, Parte II»     | Genndy Tartakovsky                | Bachman & Tartakovsky         | 2 de septiembre de 2022   | 0.246                |
| Spear y Fang son utilizados como instrumentos de guerra por la tiránica reina de un formidable buque de guerra, el Coloso.                                         |              |                           |                                   |                               |                           |                      |
| 19 | 9            | «El Coloso, Parte III»    | David Krentz                      | Bachman & Tartakovsky         | 9 de septiembre de 2022   | 0.308                |
| Spear, Fang y Mira harán todo lo posible por escapar del Colossaeus y de la reina, que está decidida a destruirlos.                                                |              |                           |                                   |                               |                           |                      |
| 20 | 10           | «Ecos de la Eternidad»    | Genndy Tartakovsky                | Bachman & Tartakovsky         | 16 de septiembre de 2022  | 0.280                |
| Una vieja venganza vuelve a causar estragos. |              |                           |                                   |                               |                           |                      |

## Recepción
| Temporada | Temporada | Rotten Tomatoes   | Metacritic     |
| --------- | --------- | ----------------- | -------------- |
|           | 1         | 100% (23 reseñas) | 87 (5 reseñas) |
|           | 2         | 100% (15 reseñas) | 97 (4 reseñas) |

La recepción inicial de Primal fue muy positiva; se elogió mucho el arte y la animación, el uso de la narración de cuentos sin diálogo y el equilibrio de la interpretación del espectáculo de la violencia y la belleza. En una revisión de IndieWire, Steve Greene escribió "Primal es una narración elemental que encuentra una profundidad emocional real sin que ninguno de sus protagonistas pronuncie una sola palabra de diálogo", y finalmente le da a la serie una "A -".
En Rotten Tomatoes, el programa tiene una calificación de aprobación del 100% basada en comentarios de 23 críticos. El consenso crítico del sitio dice: "Épico en todos los sentidos, Primal de Genndy Tartakovsky es una hazaña impresionante de narración visual".

## Película de la serie
Los primeros episodios de la primera temporada fueron adaptados en una versión cinematográfica titulada Primal: Tales of Savagery, la cual fue presentada para consideración en la categoría de largometraje animado en los 92.os Premios de la Academia. Sin embargo, no fue seleccionada entre los nominados.